# Meutereien in der französischen Armee 1917

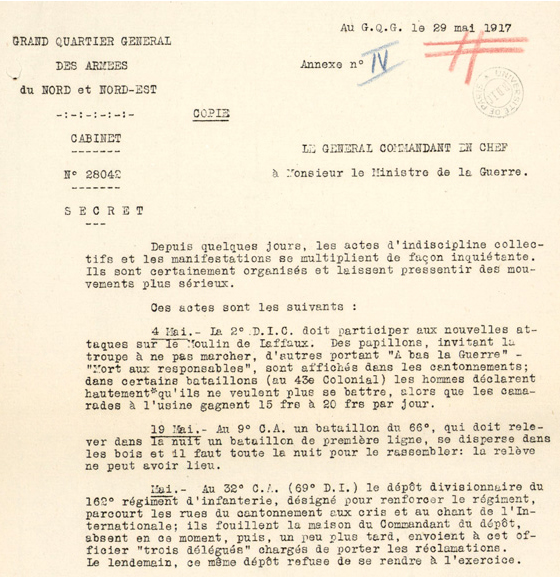
Brief von General Philippe Pétain an den französischen Kriegsminister Paul Painlevé über die Meutereien in der französischen Armee 1917

Meutereien in der französischen Armee führten 1917, während des Ersten Weltkriegs, beinahe zum Zusammenbruch der französischen Landstreitkräfte. Von Ende April bis Anfang Juni war ein Großteil aller französischen Divisionen von Meutereien erfasst, insbesondere solche der Infanterie. Die Angaben zur Reichweite der Befehlsverweigerung schwanken in der Literatur: Knapp die Hälfte bis gut zwei Drittel der Armee waren betroffen. Die französische Armeeführung reagierte einerseits mit drakonischen Maßnahmen (Verhängung Hunderter Todesurteile) und Reformen andererseits. Sie verzichtete zudem in der Folgezeit auf weitere verlustreiche Offensiven.

## Militärischer Hintergrund
General Robert Nivelle, der zum Jahresende 1916 General Joseph Joffre als Oberbefehlshaber des französischen Heeres abgelöst hatte, verantwortete die Schlacht an der Aisne (auch Nivelle-Offensive genannt). Von ihr versprachen sich das französische Militär und Teile der französischen Politik nach zweieinhalb Jahren Stellungskrieg den ersehnten Durchbruch gegen die Deutschen an der Westfront. Im Mittelpunkt des Angriffs stand der Chemin des Dames in der Nähe von Reims.
Als zweiter Teil einer umfangreichen Doppelschlacht und nach zehntägigem Artilleriebeschuss deutscher Stellungen begann der Vormarsch der französischen Soldaten am 16. April 1917. Bereits am 9. April waren britische und kanadische Truppen in die Schlacht von Arras gezogen. Doch die Operationen Nivelles als Kern der alliierten Frühjahrsoffensive brachen bereits nach wenigen Tagen zusammen – der Widerstand der Deutschen war wesentlich zäher als angenommen, die Wetter- und Geländebedingungen erschwerten den Angriff zusätzlich. Die Wiederaufnahme der Angriffe Anfang Mai blieb ebenfalls ohne Erfolg. Die hohen Erwartungen an den Feldzug – Nivelle hatte den entscheidenden Sieg binnen 24 bis 48 Stunden versprochen – standen im deutlichen Widerspruch zu den Misserfolgen: Die französischen Verluste beliefen sich bereits nach zwei Wochen auf 147.000 beziehungsweise nach Ende der Kämpfe (Ende Mai) auf insgesamt 187.000 Mann, davon rund 32.000 Tote. Der völlige Fehlschlag führte am 15. Mai 1917 zur Absetzung von Nivelle, auf ihn folgte Philippe Pétain, ein „Apostel der Defensive“.

## Meutereien
Seit Beginn des Krieges traten in der französischen Armee immer wieder vereinzelt Meutereien auf. Im Schnitt fällten französische Militärgerichte 20 bis 23 Todesurteile pro Monat, die allerdings meist in Haftstrafen umgewandelt wurden.
Im Frühjahr 1917 waren die Meutereien eine Reaktion auf schwere Verluste, auf die enttäuschten Hoffnungen in eine durchschlagende Frühjahrsoffensive, auf die schlechten Bedingungen an der Front und der frontnahen Etappe, auf die geringe Bezahlung der Soldaten sowie auf eine restriktive Fronturlaubspolitik und die vielen plötzlichen Urlaubssperren. Die Akte kollektiver Befehlsverweigerung begannen in den letzten beiden Apriltagen und dauerten bis zum 10. Juni 1917. Nach Schätzungen verweigerten 25.000 bis 50.000 Männer die Ausführung von Befehlen.
Die verbreitetste Form der Meuterei war die Weigerung von Soldaten, erneut ihre Stellungen in den Schützengräben zu beziehen. Sie blieben in der Etappe und demonstrierten dort für ihre Forderungen. Die Soldaten formulierten ihren Unmut über die Qualität des Essens und über die Fronturlaubspraxis. Zudem klagten Soldaten über die Situation ihrer Familien und Ehefrauen, auch ausgelöst durch falsche Gerüchte über afrikanische Soldaten im Dienst Frankreichs, die angeblich Frauen in der Heimat bedrängten, beispielsweise wenn diese streikten. Mitunter sangen die Soldaten auch Lieder wie Die Internationale und schwangen rote Fahnen. In mindestens einem Fall erwogen die meuternden Soldaten, nach Paris zu marschieren. Ein Infanterieregiment besetzte ein Dorf und verweigerte das Marschieren. Einige Einheiten wählten Soldatenräte. Zu ihren Forderungen gehörte zudem der Ruf nach einem sofortigen Frieden. Von Einzelfällen abgesehen richteten sich die Meuterer nicht gegen Offiziere, sondern behandelten diese trotz Befehlsverweigerung mit militärischem Respekt. Die Befehlsverweigerungen führten nicht zu gewaltsamem Widerstand. Die Verweigerung des Weiterkämpfens konnte mehrere Stunden dauern, gelegentlich auch einige Tage.
Ob die umfangreichen Meutereien außerhalb der französischen Armee geheim gehalten werden konnten, ist unklar. Einige Darstellungen behaupten, dies sei gelungen. Der deutsche Historiker Gerd Krumeich bestreitet das und betont, die deutsche Militärführung sei im Bilde gewesen, hätte aber einen Angriff gescheut, weil sie eine „Ansteckung“, ein Übergreifen der Meutereien auf deutsche Truppen, befürchtet habe.

## Repression
Die große Zahl der in die Meuterei involvierten Soldaten machte es den Befehlshabern unmöglich, alle zu bestrafen. Strafen erschienen ihnen jedoch zur Demonstration fortgeltender Befehlsgewalt unerlässlich. Aus diesem Grund wurde unterstellt, die Meutereien seien von Rädelsführern initiiert worden. 3.427 Soldaten, teilweise willkürlich ausgewählt, kamen vor das Kriegsgericht; von ihnen wurden 554 zum Tode verurteilt. 49 dieser Urteile wurden vollstreckt, die große Mehrheit der Todesstrafen wurde zu Strafen in Zwangsarbeitslagern umgewandelt. Viele Angeklagte erhielten zudem lange Haftstrafen. Insbesondere zu Zwangsarbeit Verurteilte wurden oft erst Jahre später begnadigt.

## Reformen
Pétain besuchte 90 Divisionen, um sich die Klagen und Beschwerden der Soldaten persönlich anzuhören. In der Folge verbesserten sich die Bedingungen der soldatischen Existenz durch eine reformierte Organisation der Fronturlaube. Auch die Qualität der Mahlzeiten, der medizinischen Versorgung und der Unterbringung in Ruhe- und Regenerationslagern erhöhte sich.
Pétain änderte die militärische Strategie und verzichtete im Anschluss an die gescheiterte Frühjahrsoffensive von 1917 und die Meutereien auf großangelegte Offensiven. Vorstöße sollten stattdessen nur in begrenzter Form erfolgen. Ferner wartete er auf das Eintreffen der amerikanischen Truppen in Frankreich – die Vereinigten Staaten waren an der Seite der Entente am 6. April 1917 in den Krieg eingetreten. Auch in neue Waffentechniken – Panzer – setzte er Hoffnungen.

## Künstlerische Bezüge und Gedenken
Künstlerisch verarbeitet wurden die Kriegs- und Meutereierfahrungen im Chanson de Craonne, gesungen auf die Melodie des Chansons Bonsoir m’amour (1913). Der anonym erstellte Text des Chanson de Craonne enthielt Passagen, die den Zorn der Soldaten gegen die Profiteure des Krieges richteten. Er war in Frankreich bis 1974 verboten.
Obgleich Humphrey Cobb die Meutereien von 1917 nicht direkt erwähnt, bilden sie einen wichtigen historischen und moralischen Hintergrund für seinen 1935 erstmals erschienenen Roman Paths of Glory (deutsche Ausgabe: Wege zum Ruhm, 1959). Stanley Kubrick nahm den Roman zur Vorlage für seinen gleichnamigen Spielfilm von 1957 mit Kirk Douglas in der Hauptrolle. Bis 1975 konnte der Film in Frankreich nicht gezeigt werden, weil er als unzulässige Kritik am französischen Militär aufgefasst wurde.
Als historische Folie spielen die Meutereien ebenfalls eine Rolle in William Faulkners Werk A Fable, das 1954 erschien (deutsche Ausgabe: Eine Legende, 1955) und ein Jahr später mit dem Pulitzer-Preis für Belletristik ausgezeichnet wurde.
Ende 1998 kam es in Frankreich zu einer Kontroverse zwischen dem französischen Staatspräsidenten Jacques Chirac und dem französischen Premierminister Lionel Jospin. Anlass war ein kurzer Abschnitt in einer Rede Jospins zum 80. Jahrestag des Endes des Ersten Weltkrieges, gehalten am 5. November 1998 in Craonne am Chemin des Dames. Jospin forderte, auch der erschossenen Meuterer von 1917 zu gedenken. Chirac äußerte Verärgerung über diese Rede, nicht weil er grundsätzlich ein derartiges Gedenken ablehnte, sondern weil diese Frage seiner Meinung nach in die Zuständigkeit des Präsidenten als Oberbefehlshaber der französischen Streitkräfte fiel.

## Deutung und Forschung
Das französische Oberkommando und französische Konservative deuteten die Meutereien als Ergebnis pazifistischer und sozialistischer Agitation. Die Februarrevolution in Russland sowie Streiks und Demonstrationen im Zivilleben Frankreichs inspirierten diese Deutung. Der Militärführung fiel es zudem schwer, die Ereignisse begrifflich zu fassen: Sie sprach von kollektiven Akten mangelnder Disziplin statt von Meuterei, möglicherweise auch deswegen, weil Kritik und Gewalt der Mannschaften gegen die unmittelbaren Vorgesetzten fehlten.
Fünfzig Jahre nach Kriegsende legte der französische Historiker Guy Pedroncini die erste aus den Quellen gearbeitete Studie zu den Meutereien vor (Les Mutineries de 1917). Sie gilt als wegweisend.
Die jüngere Forschung deutet die Meutereien mittlerweile als Angriffsstreik: Die französischen Soldaten waren nicht mehr bereit, deutsche Stellungen anzugreifen, sie waren jedoch gewillt, deutsche Offensiven abzuwehren. Der Historiker Leonard V. Smith interpretiert die Meutereien als einen Erfolg der französischen „Bürger-Soldaten“, er habe dazu beigetragen, die Kapazitäten Frankreichs zu remobilisieren. Der deutsche Politikwissenschaftler Herfried Münkler macht in diesem Zusammenhang darauf aufmerksam, dass Pétain Forderungen der „Bürger-Soldaten“ bedienen konnte, weil schlagkräftige Waffen (Panzer) und amerikanische Soldaten in Aussicht standen.